# Trump International Hotel and Tower (Dubái)
El Trump International Hotel and Tower (Dubái) fue un proyecto de rascacielos que hubiese tenido la función doble de hotel y apartamentos para el tronco de la Palma Jumeirah, en el centro de la isla. Se estima que este rascacielos de 62 plantas y un coste de 600 millones de $ contuviese un hotel de 5 estrellas y 300 habitaciones. Dentro de los lujos incluidos se esperaba el acceso a un club privado de yates con pistas de tenis, gimnasios, piscinas y jardines.
El diseño original ofrecía una torre circular rodeada por cuatro pétalos de oro unidos a los lados, sin embargo esta idea fue rechazada por Nakheel quién reveló más adelante un nuevo diseño que ofrecía una torre partida con un diseño abierto innovador con la idea de reducir al mínimo sombras. Estaría construido de acero inoxidable, cristal y piedra. El negocio es una Empresa a riesgo compartido exclusivo entre la Trump Organization y Nakheel, una compañía gubernamental fue anunciada en el 5 de octubre de 2005.
Finalmente, la construcción del edificio fue detenida debido a la crisis financiera mundial.